# Fachkraft für Lagerlogistik

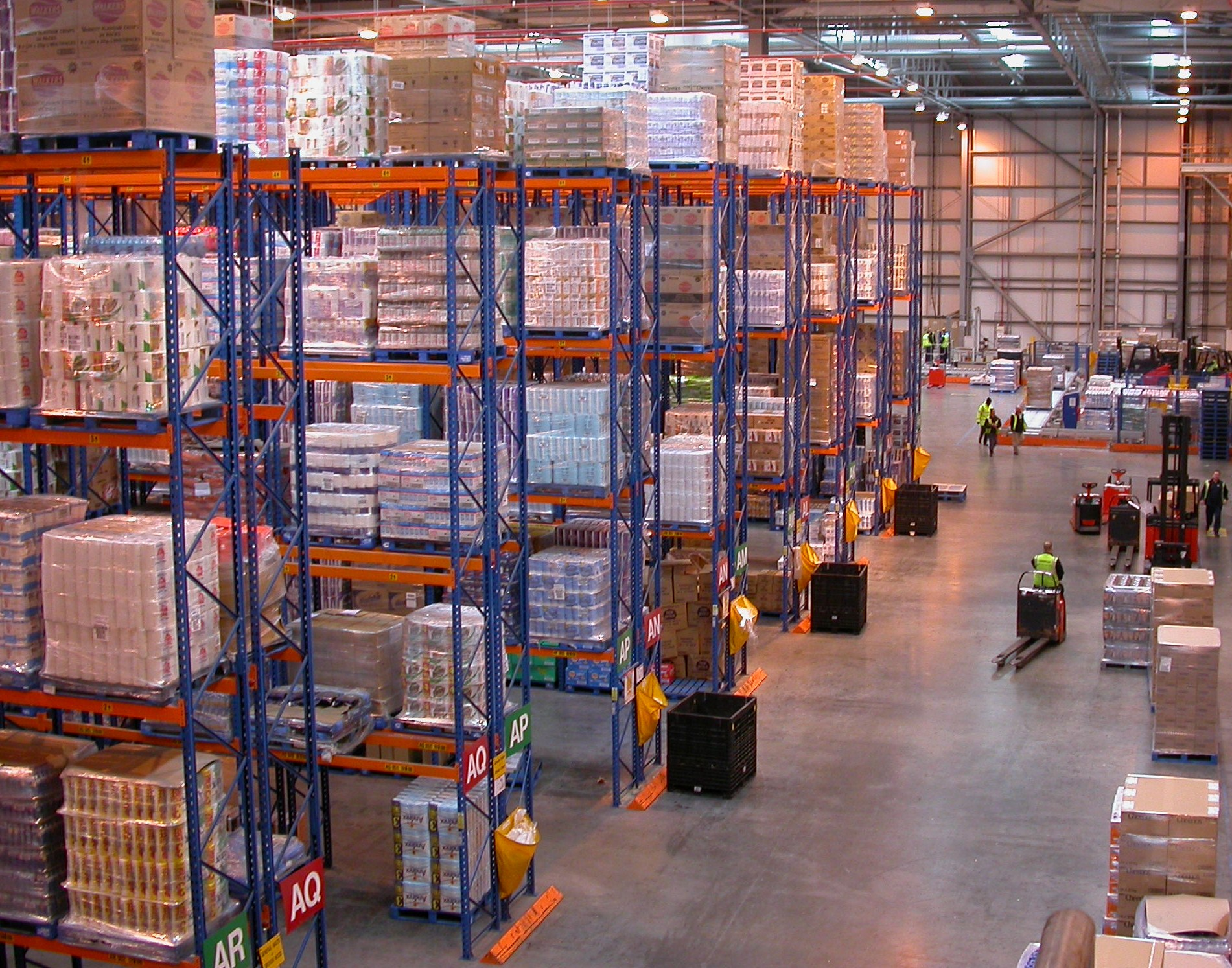
Eine Fachkraft für Lagerlogistik sorgt u. a. für die effiziente Nutzung von Hochregallagern

Fachkraft für Lagerlogistik (Deutschland) bzw. Betriebslogistikkaufmann/-frau (Österreich) ist ein über drei Jahre zu erlernender Ausbildungsberuf im Bereich Industrie, Handel und Dienstleistung. Fachkräfte für Lagerlogistik arbeiten im Bereich der logistischen Planung, Steuerung und Organisation des Warenflusses.
Sie gestalten Teilprozesse der Warenbewegungen bzw. des Warenumschlags in großen Lagern oder Industriebetrieben.
Im Bereich Transportlogistik übernehmen Fachkräfte für Lagerlogistik auch die Tourenplanung bzw. die Lkw-Disposition oder auch die Zollabwicklung.
Zu ihren Aufgaben gehören auch Aufgaben des klassischen Fachlageristen, wie unter anderem Güter anzunehmen, zu kommissionieren, zu verladen, zu verstauen, Güter mit Flurförderfahrzeugen zu transportieren und zu verpacken. Die Bedienung eines Hallenkrans kann je nach Güterart ebenfalls zum Arbeitsgebiet gehören.

## Grundlage
Am 25. März 1991 wurde die Verordnung über die Entwicklung und Erprobung des Ausbildungsberufes Fachkraft für Lagerwirtschaft verabschiedet, die am 1. August 1991 in Kraft trat. Die Verordnung regelte die Erprobung eines dreijährigen Ausbildungsganges zur Lagerwirtschaft. Die zu vermittelnden Inhalte umfassten unter anderem Versandabwicklung, Kommissionierung, Lagerhaltung sowie betriebliche und logistische Organisation. Nach der Evaluation des Versuchszeitraums löste die Verordnung über die Berufsausbildung im Lagerbereich in den Ausbildungsberufen Fachlagerist/Fachlageristin und Fachkraft für Lagerlogistik seit dem 1. August 2004 die obenstehende Verordnung ab und schuf somit die gesetzliche Grundlage des Ausbildungsgangs zur Fachkraft für Lagerlogistik. Die während der Evaluation ermittelten notwendigen Qualifizierungen flossen in den neuen Ausbildungsgang mit ein. Um den Schwerpunkt der Prozessorientierung zu verdeutlichen, wurde der Logistikbegriff mit in die Berufsbezeichnung übernommen. Neue Schwerpunkte sind jetzt der kaufmännische sowie der dispositive Bereich. Neue Anforderungen in den Fach- und Schlüsselqualifikationen, wie Teamarbeit, Kundenorientierung, Fremdsprachenkenntnisse und Rechnungswesen, sind in die Ausbildungsverordnung aufgenommen worden.
Fachkräfte für Lagerlogistik optimieren den Material-, Informations- und Wertefluss, von der Beschaffung bis zum Absatz. Sie führen die Analyse der Beschaffungsplanung durch, suchen nach Lieferanten, erarbeiten Angebote und vergleichen diese. Außerdem erledigen sie auch Bestellungen. Des Weiteren sind die Berechnung von Lagerkennziffern, Inventur und Jahresabschlüsse in einfacher Form Teil ihrer Arbeit.

## Berufsbild
Zum Aufgabenspektrum gehören beispielsweise Bestandskontrollen, das Erstellen von Ladelisten oder die Bearbeitung von Versand- und Begleitpapieren. Ferner werden an die Fachkraft für Lagerlogistik allgemeinere bzw. abstraktere Anforderungen gestellt, so zum Beispiel der Umgang mit EDV-Systemen, Kenntnisse der Arbeitssicherheit und des Umweltschutzes. Durch die Neugruppierung des Berufsbildes und die Verknüpfung mit den kaufmännischen Berufen wird auch der Umgang mit Lagerkennziffern und Grundbegriffen der Buchführung erwartet. Diese Inhalte ermöglichen der Fachkraft für Lagerlogistik eine komplette Berechnung eines Lagers. Dies wird benötigt, um die Effizienz und die Wirtschaftlichkeit des Lagers zu prüfen und zu steuern.
Der Ausbildungsrahmenplan umfasst folgende Lehrinhalte:
- Berufsbildung, Arbeits- und Tarifrecht
- Aufbau und Organisation des Ausbildungsbetriebes
- Sicherheit und Gesundheitsschutz bei der Arbeit
- Umweltschutz
- Arbeitsorganisation; Information und Kommunikation
- Logistische Prozesse; qualitätssichernde Maßnahmen
- Einsatz von Arbeitsmitteln
- Annahme von Gütern
- Lagerung von Gütern
- Kommissionierung und Verpackung von Gütern
- Versand von Gütern
- kaufmännische Steuerung und Kontrolle

## Ausbildung

### Deutschland
Die Ausbildung erfolgt im Dualen System an Berufsschulen und bei Ausbildungsbetrieben in Industrie und Handel. Die Ausbildungszeit beträgt drei Jahre und endet mit der Abschlussprüfung. Die Ausbildungsbetriebe erwarten von den Bewerbern in der Regel einen qualifizierenden Hauptschulabschluss oder die Mittlere Reife.
Weitere Voraussetzungen:
- gutes Zahlenverständnis
- technisches Interesse
- Interesse an der Arbeit mit EDV
- die Fähigkeit, selbstständig sowie im Team zu arbeiten
- körperliche Belastbarkeit
- Fremdsprachenkenntnisse
- Verantwortungsbewusstsein/Zuverlässigkeit
- Flexibilität
- Organisationsfähigkeit
- logisches Verständnis

### Österreich
In Österreich lautet die offizielle Bezeichnung nach dem Berufsausbildungsgesetz (BAG) Betriebslogistikkaufmann/-frau. Die alte Bezeichnung Lagerlogistiker ist seit 1. Juni 2013 nicht mehr gültig. Der Lehrberuf Betriebslogistik wird in Form einer dualen Ausbildung mit einer Lehrzeit von drei Jahren abgeschlossen. Die Ausbildungsinhalte unterscheiden sich dabei nur unwesentlich von denen in Deutschland. Die Prüfung gilt gleichzeitig als Abschluss im Lehrberuf Bürokaufmann. Die Lehrzeit für die Absolvierung von verwandten Lehrberufen, wie Einkäufer, Speditionslogistiker oder Speditionskaufmann, sowie einige weitere Büro- und Verwaltungsberufe, verkürzt sich um ein bis zwei Jahre.

## Weiterbildungsmöglichkeiten

### Deutschland
Geprüfter Logistikmeister:
Technischer Betriebswirt (IHK) in den Bereichen Einkauf und Logistik, Vorratswirtschaft, Logistik
Fach- und Betriebswirt, Fachkaufleute:
- Fachwirt Verkehr
- Geprüfter Fachwirt für Güterverkehr und Logistik
- Geprüfter Fachwirt für Logistiksysteme
- Geprüfter Technischer Fachwirt
- Fachwirt für Logistiksysteme
- Fachkaufmann Vorratswirtschaft
- Industriefachwirt
- Logistik-Techniker
- Diplom-Logistiker
- Betriebswirt für Logistik

Hochschulbildungsgänge:
- Dipl.-Betriebswirt
- Dipl.-Kaufmann Logistik
- Dipl.-Wirtschaftsingenieur Logistik
- Master of Science (M.Sc.) Transport & Logistik

### Österreich
Eine Meisterausbildung ist in Österreich nicht vorgesehen. Das Angebot für fachspezifische Fortbildungen in Kurs- und Lehrgangsform ist umfassend, wie Kurse über neue lagerlogistische Techniken und Systeme, EDV-Programme zur Lagerverwaltung, E-Business, Betriebswirtschaft, Englisch oder Qualitätssicherung.
Für Höherqualifizierungen an Kollegs, Fachhochschulen und Universitäten benötigt man für den Zugang meistens die Berufsmatura (Berufsreifeprüfung), die sich aus der Lehrabschlussprüfung und vier weiteren Prüfungen zusammensetzt. In dessen Folge können akademische Abschlüsse für Logistik-Management, Industrielogistik etc. erworben werden.

## Allgemeines
Typische Arbeitgeber sind:
- Speditionen
- Industriebetriebe
- Handelsunternehmen
- Logistikdienstleister